# Aliseda
Aliseda – gmina w Hiszpanii, w prowincji Cáceres, w Estramadurze, o powierzchni 80,51 km². W 2011 roku gmina liczyła 2013 mieszkańców.